# Herminiinae
Herminiinae là một phân họ bướm trong họ Erebidae.

## Các chi
- Aristaria
- Bleptina
- Carteris
- Chytolita
- Drepanopalpia
- Herminia
- Hydrillodes
- Hypenula
- Idia
- Lascoria
- Macristis
- Macrochilo
- Nodaria
- Orectis
- Palthis
- Paracolax
- Phalaenophana
- Phalaenostola
- Phlyctaina
- Physula
- Polypogon
- Reabotis
- Redectis
- Rejectaria
- Renia
- Simplicia
- Tetanolita
- Zanclognatha

## Hình ảnh

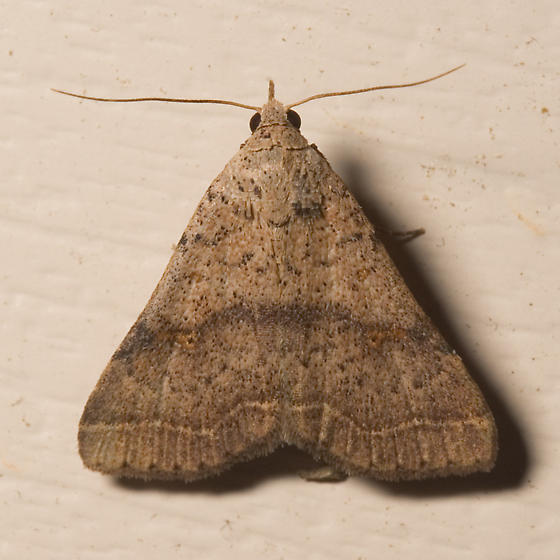
Bleptina caradrinalis
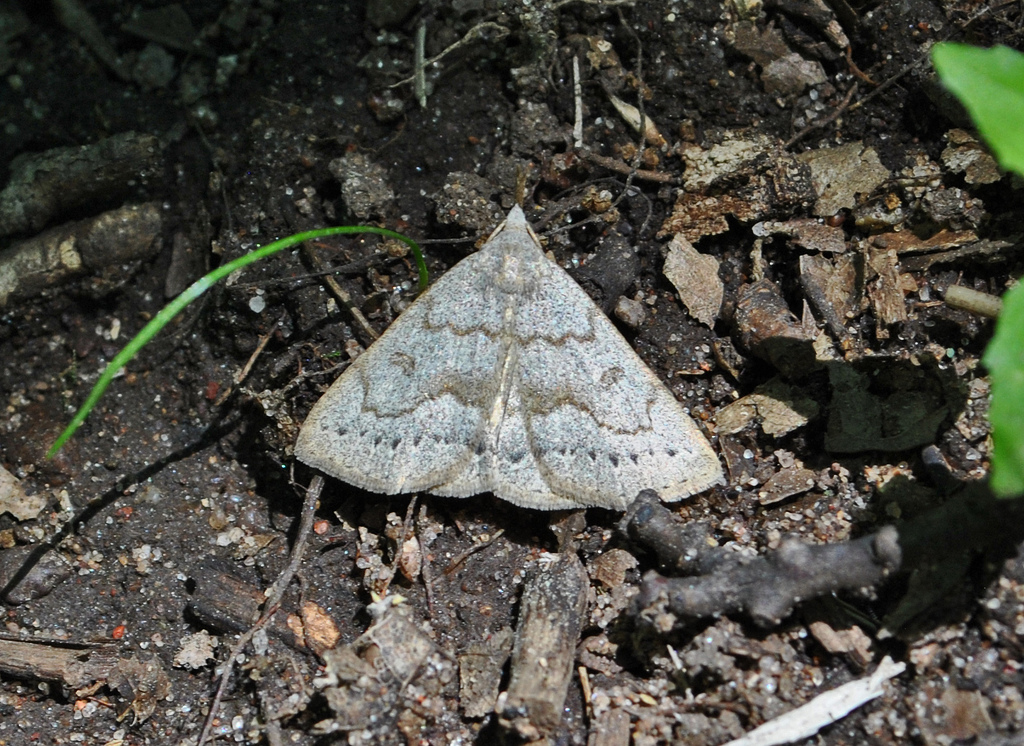
Chytolita morbidalis
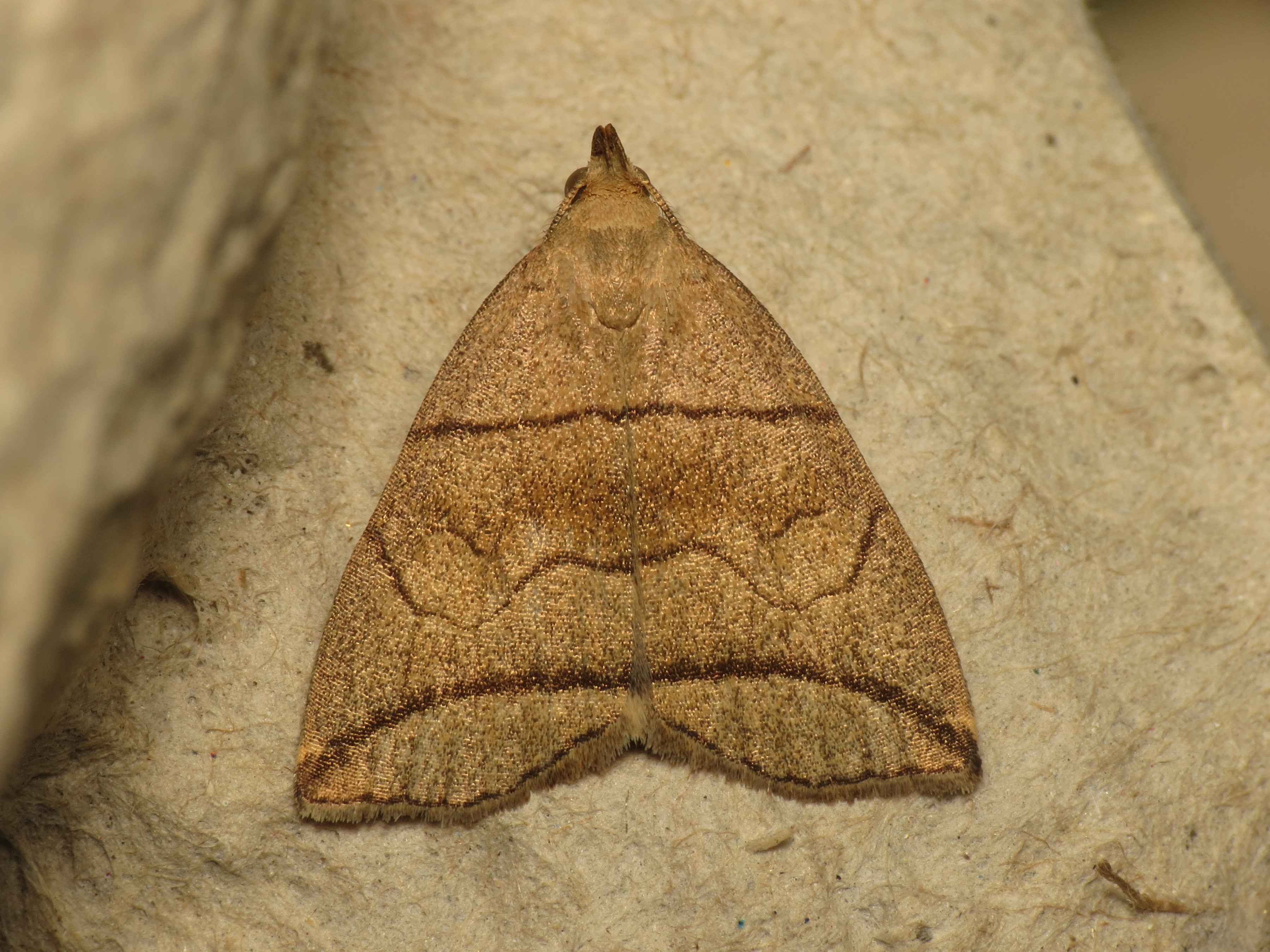
Herminia grisealis
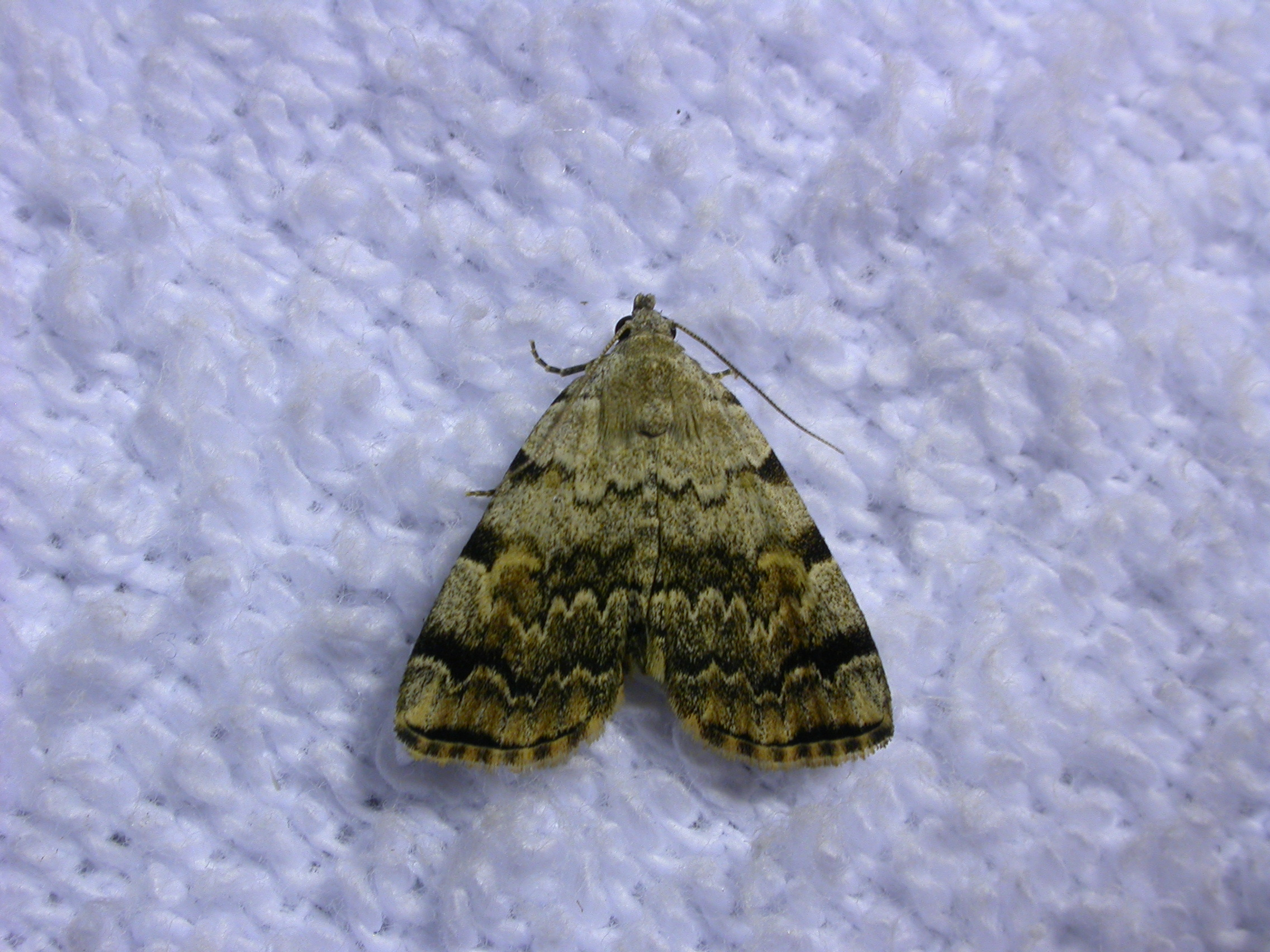
Idia americalis
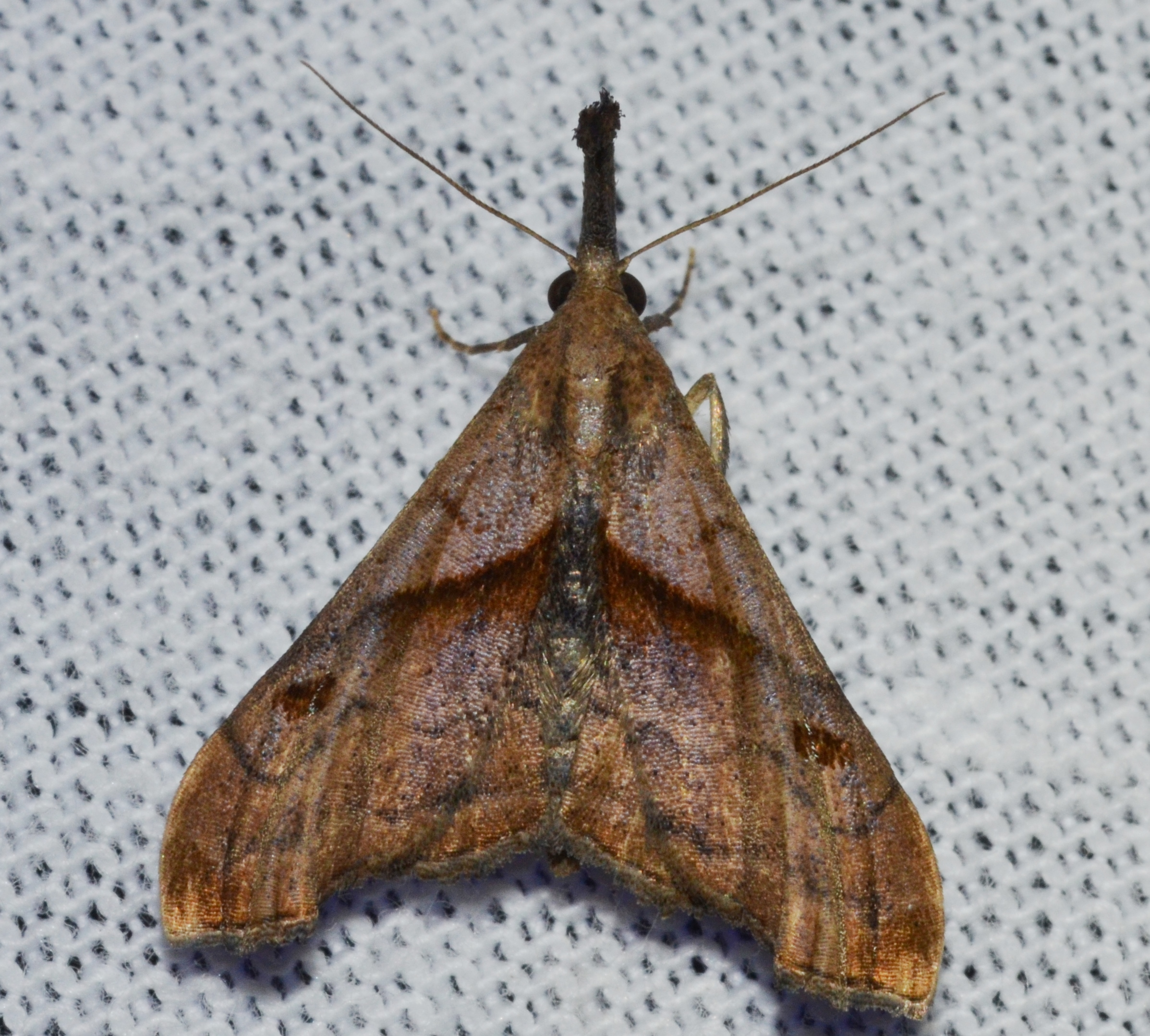
Palthis angulalis
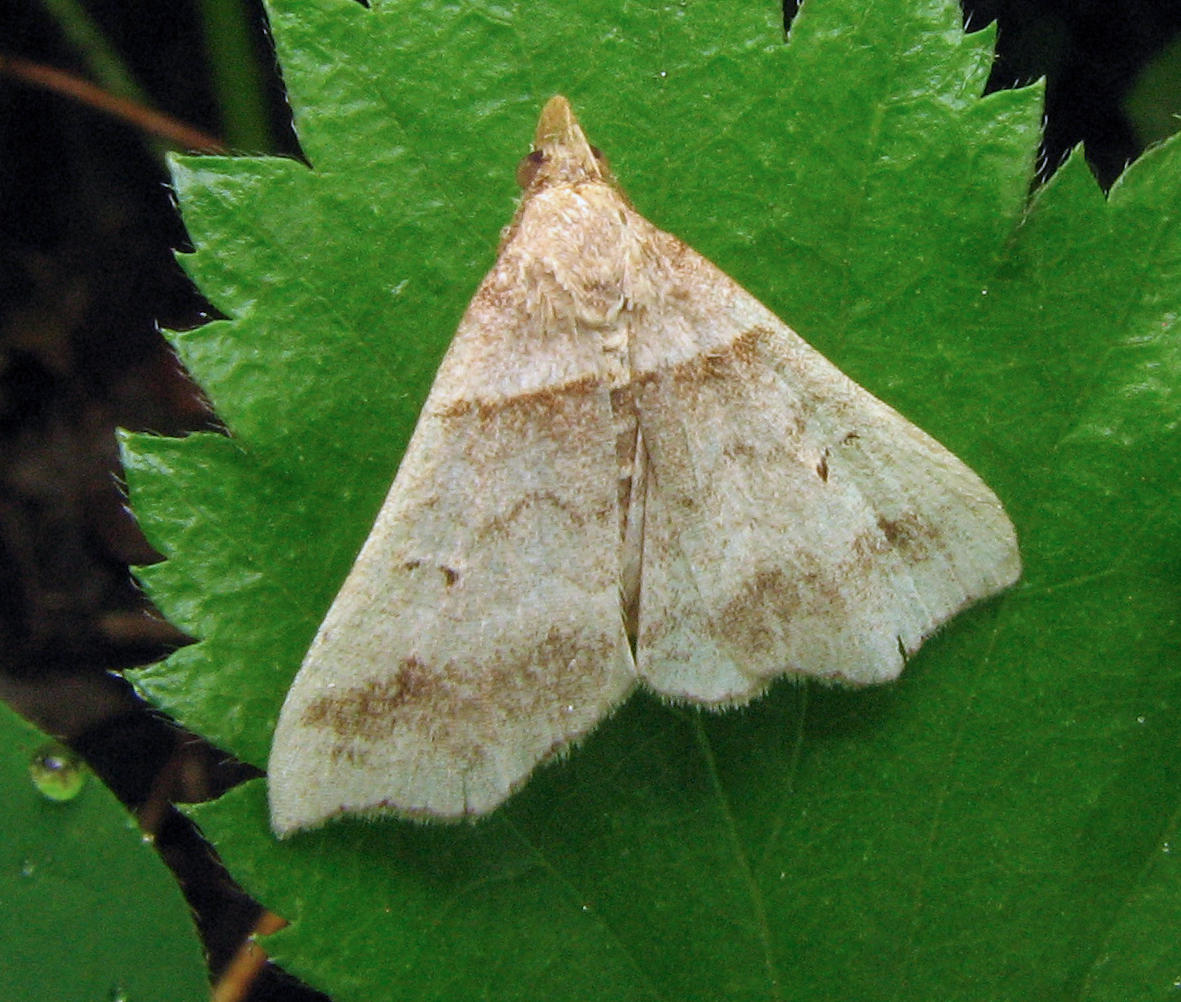
Phalaenophana pyramusalis
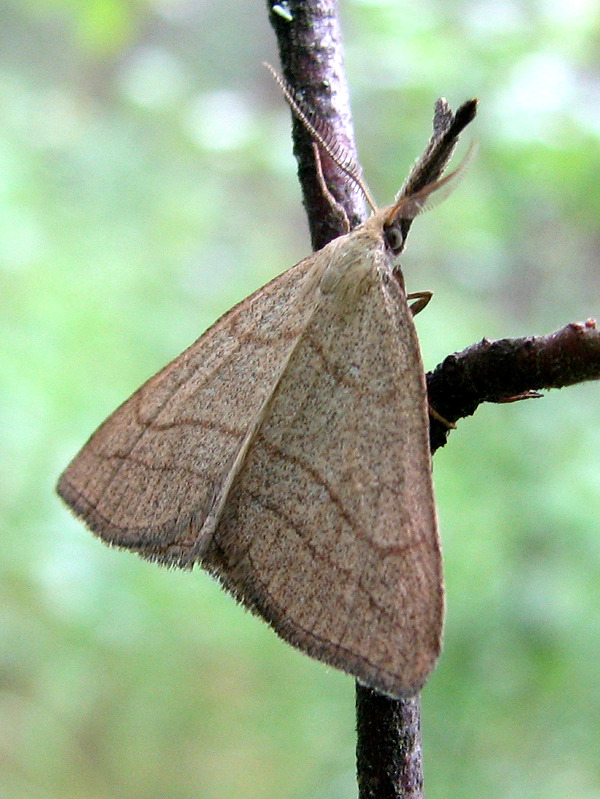
Polypogon tentacularius
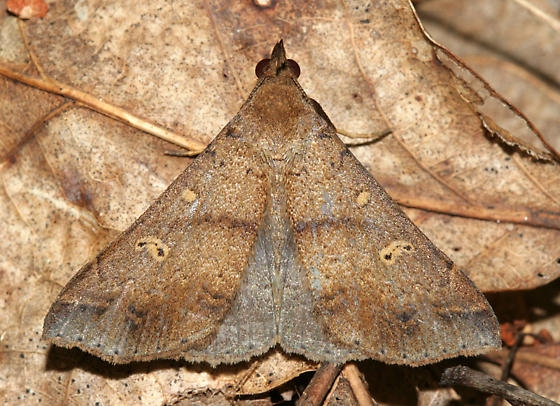
Renia discoloralis
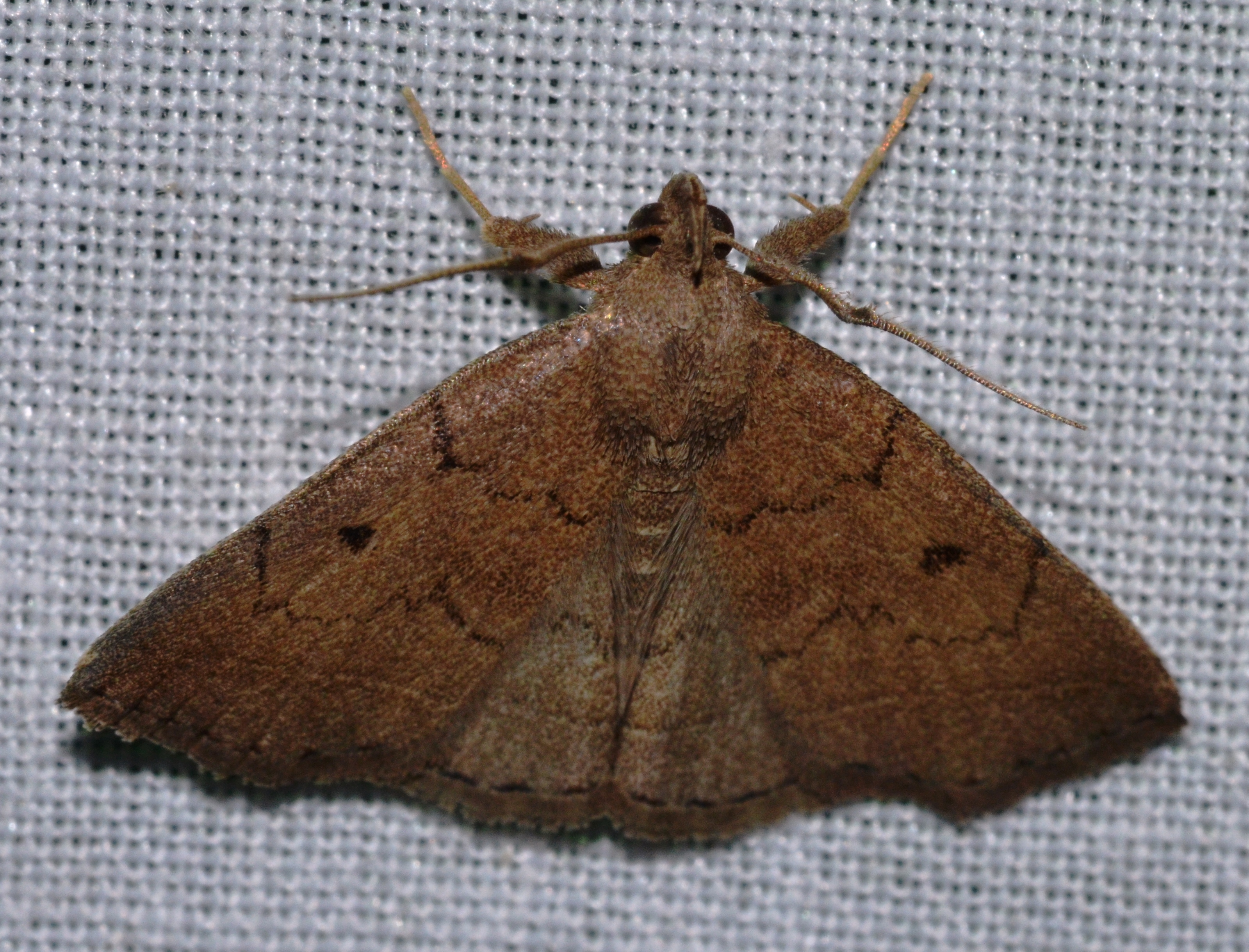
Zanclognatha protumnusalis